# Margarita Torre
Margarita Cecilia Torre Sevilla (La Bañeza, León; 6 de abril de 1969) es una historiadora e investigadora medievalista, profesora, escritora y política española del Partido Popular. Es profesora titular de Historia Medieval en la Universidad de León y, desde mayo de 2015 hasta julio de 2019, fue concejala de Cultura, Patrimonio y Turismo en el Ayuntamiento de León. Fue ponente de la parte histórica en el proceso de reforma del Estatuto de Autonomía de Castilla y León junto a Julio Valdeón Baruque y, hasta 2015, fue cronista oficial de la ciudad de León.

## Biografía
Se licenció en Geografía e Historia en la Universidad de León (1992) y se doctoró en Historia Medieval en 1997 gracias a un trabajo sobre los orígenes de la nobleza del Reino de León. Desde 1996 es profesora titular de esta materia en la misma universidad y tres veces académica correspondiente, de la Academia Hispano-Belga de Historia, de la Academia Melitense de la Soberana Orden de Malta y de la Real Academia Matritense de Genealogía y Heráldica. En 2015 formó parte de la candidatura del Partido Popular para las elecciones municipales de la ciudad de León siendo elegida, tras la victoria en las mismas, concejala de Cultura, Patrimonio y Turismo.

## Controversia sobre elGrial de León
El artículo "La invención de una reliquia en el siglo XXI: el Grial de León en las crónicas árabes" de julio de 2017, de la Revista de Libros analiza la controversia en torno a la identificación del cáliz de Doña Urraca, conservado en el museo de la colegiata de San Isidoro en León, como el Santo Grial. Margarita Torres, junto con José Miguel Ortega del Río, propuso en su libro "Los Reyes del Grial" (2014) que este cáliz es la legendaria copa utilizada por Jesucristo en la Última Cena.
La propuesta de Torres y Ortega se basa en una serie de documentos árabes descubiertos en la Biblioteca de Al-Azhar en El Cairo, los cuales, según ellos, detallan cómo el cáliz fue llevado de Jerusalén a León en el siglo XI. Sin embargo, este planteamiento ha sido recibido con gran escepticismo por la comunidad académica, que señala la falta de pruebas concluyentes y la debilidad o invención de los argumentos presentados. 
El historiador medievalista Alejandro García Sanjuán critica el libro "Los Reyes del Grial" de Margarita Torres y José Miguel Ortega, calificándolo como una operación editorial, mediática y política. Sanjuán cuestiona la autenticidad del cáliz de Doña Urraca como el Santo Grial y acusa a los autores de confundir conocimiento histórico con ficción. Además, destaca que la teoría carece de fundamento histórico sólido y sugiere que las motivaciones detrás del libro son más promocionales que académicas.

## Premios y reconocimientos
- 1999 Primer Premio para Jóvenes Medievalistas de la Sociedad Española de Estudios Medievales
- 2000 Primer Premio Nacional de Genealogía, Heráldica y Nobiliaria
- 2003 Premio “Florianne de Koskull” concedido por la Academia Internacional de Genealogía y Heráldica

## Obra seleccionada
- El Reino de León en el Siglo X: el condado de Cea (1998). León: Universidad de Léon. ISBN 84-7719-700-8
- Linajes nobiliarios en el reino de León: parentesco, poder y mentalidad (1999). León: Universidad de Léon. ISBN 84-7719-701-6
- Linajes nobiliarios en León y Castilla siglos IX-XIII (1999). Salamanca: Consejería de Educación y Cultura de Castilla y León. ISBN 84-7846-781-5
- El Cid y otros señores de la guerra (2000; reed. 2003). León: Universidad de Léon, Secretariado de Publicaciones y Medios Audiovisuales. ISBN 84-7719-877-2
- «El linaje del Cid» Archivado el 17 de octubre de 2013 en Wayback Machine., Anales de la Universidad de Alicante. Historia Medieval. n.º 13 (2000-2002). ISSN 0212-2480, p. 343-360.
- Las batallas legendarias y el oficio de la guerra (2002;[8] reed. 2003). Barcelona: Plaza & Janés. ISBN 84-01-34163-9
- Enrique de Castilla (2003).[9] Barcelona: Plaza & Janés. ISBN 84-01-30521-7
- La profecía de Jerusalén (2010).[10] Barcelona: EDHASA. ISBN 978-84-350-6199-5
- La cátedra de la calavera (2010).[11] Madrid: Temas de Hoy. ISBN 9788484608738
- Los Reyes del Grial (2014). Cordelia. ISBN 9788415973294